# Hiram Bell
Hiram Bell (* 22. April 1808 in Salem, Vermont; † 21. Dezember 1855 in Greenville, Ohio) war ein US-amerikanischer Politiker. Zwischen 1851 und 1853 vertrat er den Bundesstaat Ohio im US-Repräsentantenhaus.

## Werdegang
Hiram Bell besuchte die öffentlichen Schulen seiner Heimat. Im Jahr 1826 zog er mit seinen Eltern nach Hamilton in Ohio. Nach einem Jurastudium und seiner 1829 erfolgten Zulassung als Rechtsanwalt begann er in Greenville in diesem Beruf zu arbeiten. Zwischen 1829 und 1834 war er Revisor im Darke County; in den Jahren 1836, 1837 und 1840 saß er als Abgeordneter im Repräsentantenhaus von Ohio. Dabei war er Mitglied der Whig Party.
Bei den Kongresswahlen des Jahres 1850 wurde Bell im dritten Wahlbezirk von Ohio in das US-Repräsentantenhaus in Washington, D.C. gewählt, wo er am 4. März 1851 die Nachfolge von Robert Cumming Schenck antrat. Da er im Jahr 1852 auf eine weitere Kandidatur verzichtete, konnte er bis zum 3. März 1853 nur eine Legislaturperiode im Kongress absolvieren. Diese waren von den Ereignissen im Vorfeld des Bürgerkrieges geprägt.
Nach dem Ende seiner Zeit im US-Repräsentantenhaus praktizierte Hiram Bell wieder als Anwalt. Er starb am 21. Dezember 1855 in Greenville, wo er auch beigesetzt wurde.